# Im Na-yeon
Dans ce nom coréen, le nom de famille, Im, précède le nom personnel.
Im Na-yeon (coréen : 임나연), mieux connue sous le mononyme Nayeon (coréen : 나연) est une chanteuse sud-coréenne née le 22 septembre 1995 à Séoul en Corée du Sud.
Elle est surtout connue pour faire partie du girl group sud-coréen Twice formé en 2015 par le label JYP Entertainment où elle est la plus âgée et la chanteuse secondaire,.

## Biographie
Lorsqu'elle était enfant, Nayeon a participé et s'est fait remarquer à un concours de mannequinat organisé par JYP Entertainment. Malheureusement, sa mère refuse de lui permettre de devenir mannequin et Nayeon ne peut pas entrer au sein de l'agence. Quelques années plus tard, en 2010, Nayeon auditionne à nouveau pour JYP Entertainment, sans en parler à sa famille, avec la volonté d'être sur scène. Elle termine alors deuxième meilleure de son groupe et prouve qu'elle a non seulement la passion, mais aussi le potentiel pour être artiste. Elle rejoint par la suite la société et passe cinq ans en tant que stagiaire.
En 2013, Nayeon devait faire ses débuts dans un girl group nommé 6Mix avec Jihyo, Jeongyeon et une autre personne, mais le projet a été annulé. De ce fait au lieu de cela, elles ont toutes participé et réussi le concours de l'émission télévisée de survie musicale : Sixteen, qui avait pour objectif de choisir les membres du futur girl group de l'agence JYP Entertainment : Twice.
Nayeon débute finalement le 20 octobre 2015 dans Twice en tant que chanteuse secondaire, danseuse secondaire et center du groupe,.
En 2017 et 2018, Nayeon a été élu sixième artiste musical la plus populaire en Corée du Sud par l’institut de recherche Gallup Korea,. En 2019, elle se classe cinquième.
En mai 2022, Nayeon annonce faire ses premiers pas en solo avec un premier mini-album intitulé Im Nayeon dont la sortie est prévue pour le 24 juin. Le nom de cet album est à la fois le nom complet de l'artiste, mais également une déclaration pour dire « I'm Nayeon » (Je suis Nayeon). Il s'agit de la première membre de Twice à sortir un album en solo. La veille de sa sortie, l'album enregistre plus de 500 000 précommandes. Nayeon remporte pour la première fois la première place d'une émission de classement musical sur Inkigayo le 10 juillet avec son titre Pop!.

### Mode et publicité
Parallèlement à ses activités de groupe, Nayeon fait la promotion de différents produits et apparaît dans certains magazines de mode. Elle est notamment depuis 2021 régulièrement égérie de la maison de luxe Louis Vuitton. Nayeon a également été choisie comme égérie pour des marques de prêt-à-porter tel que Tommy Hilfiger et Olive Des Olive, et de marque de soins pour la peau tel que Biotherm,,.

## Discographie

### Mini-albums (EP)
| Titre                                                                        | Détails | Classements | Classements | Classements | Classements | Classements | Classements | Ventes                                                                |
| Titre                                                                        | Détails | COR         | JAP         | ALL         | FRA         | CAN         | USA         | Ventes                                                                |
| ---------------------------------------------------------------------------- | --- | ----------- | ----------- | ----------- | ----------- | ----------- | ----------- | --------------------------------------------------------------------- |
| Im Nayeon                                                                    | - Date de sortie : 24 juin 2022 - Labels : JYP Entertainment, Republic Records - Formats : CD, vinyle, téléchargement, streaming | 1           | 5           | —           | —           | 54          | 7           | - COR : plus de 544 000 - USA : plus de 83 000 - JAP : plus de 20 000 |
| NA                                                                           | - Date de sortie : 14 juin 2024 - Labels : JYP Entertainment, Republic Records - Formats : CD, vinyle, téléchargement, streaming | 1           | 3           | 50          | 29          | —           | 7           | - COR : plus de 459 000 - USA : plus de 52 000 - JAP : plus de 15 000 |
| "—" indique que l'album ne s'est pas classé ou n'est pas sorti dans ce pays. | |             |             |             |             |             |             |                                                                       |

### Singles
| Année | Titre | Meilleures positions | Meilleures positions | Meilleures positions | Meilleures positions | Album     |
| Année | Titre | COR                  | JAP                  | USA World            | MON                  | Album     |
| ----- | ----- | -------------------- | -------------------- | -------------------- | -------------------- | --------- |
| 2022  | Pop!  | 2                    | 5                    | 7                    | 30                   | Im Nayeon |
| 2024  | ABCD  | 95                   | 25                   | 2                    | 54                   | NA        |

### Crédits musicaux
| Année | Titre                           | Artiste | Album                   | Autre(s) crédit(s)          |
| ----- | ------------------------------- | ------- | ----------------------- | --------------------------- |
| 2017  | 24/7                            | Twice   | Twicetagram             | Jihyo                       |
| 2019  | Rainbow                         | Twice   | Feel Special            | Aucun(s)                    |
| 2019  | 21:29                           | Twice   | Feel Special            | Twice                       |
| 2020  | Make Me Go                      | Twice   | More & More             | Aucun(s)                    |
| 2020  | Depend on You                   | Twice   | Eyes Wide Open          | Aucun(s)                    |
| 2021  | Baby Blue Love                  | Twice   | Taste of Love           | Aucun(s)                    |
| 2021  | F.I.L.A. (Fall in Love Again)   | Twice   | Formula of Love: O+T=<3 | Aucun(s)                    |
| 2022  | Love Countdown (feat. Wonstein) | Nayeon  | Im Nayeon               | Wonstein                    |
| 2022  | All or Nothing                  | Nayeon  | Im Nayeon               | Aucun(s)                    |
| 2022  | Celebrate                       | Twice   | Celebrate               | J. Y. Park, Twice et Co-sho |

## Télévision

### Série
| Année | Titre        | Chaîne | Rôle                                   | Note(s)            | Réf.   |
| ----- | ------------ | ------ | -------------------------------------- | ------------------ | ------ |
| 2012  | Dream High 2 | KBS2   | La partenaire de danse de Jung Ui-bong | Apparition (ép. 2) | [ 37 ] |

### Émission télévisée
| Année | Titre                           | Chaîne | Rôle          | Réf.   |
| ----- | ------------------------------- | ------ | ------------- | ------ |
| 2018  | Chuseok Idol Star Championships | MBC    | Présentatrice | [ 38 ] |

### Émission web
| Année | Titre      | Plateforme | Rôle       | Réf.   |
| ----- | ---------- | ---------- | ---------- | ------ |
| 2024  | Trick Code | YouTube    | Animatrice | [ 39 ] |

## Récompenses et nominations
Liste des récompenses et nominations de Nayeon aux principales cérémonies de récompenses musicales sud-coréennes :

### Circle Chart Music Awards
| Année | Catégorie                                | Travail nommé | Résultat   | Réf.   |
| ----- | ---------------------------------------- | ------------- | ---------- | ------ |
| 2022  | Best Female Solo Artist                  | Nayeon        | Lauréat    | [ 40 ] |
| 2022  | Artist of the Year (Digital) - June 2022 | Pop!          | Nomination | [ 41 ] |

### Golden Disc Awards
| Année | Catégorie                   | Travail nommé | Résultat   | Réf.   |
| ----- | --------------------------- | ------------- | ---------- | ------ |
| 2022  | Best Digital Song (Bonsang) | Pop!          | Nomination | [ 42 ] |
| 2022  | Best Album (Bonsang)        | Im Nayeon     | Nomination | [ 42 ] |

### MAMA Awards
| Année | Catégorie                   | Travail nommé | Résultat   | Réf.   |
| ----- | --------------------------- | ------------- | ---------- | ------ |
| 2022  | Best Female Solo Artist     | Nayeon        | Lauréat    | [ 43 ] |
| 2022  | Best Dance Performance Solo | Pop!          | Nomination | [ 43 ] |
| 2024  | Best Female Solo Artist     | Nayeon        | Nomination | [ 44 ] |
| 2024  | Best Dance Performance Solo | ABCD          | Nomination | [ 44 ] |

### Seoul Music Awards
| Année | Catégorie                  | Travail nommé | Résultat   | Réf.   |
| ----- | -------------------------- | ------------- | ---------- | ------ |
| 2022  | Bonsang Award (Main Prize) | Nayeon        | Nomination | [ 45 ] |